# Варюковка
Варюко́вка — деревня в Шатурском муниципальном районе Московской области. Входит в состав Кривандинского сельского поселения. Население — 46 чел. (2013).

## Расположение
Деревня Варюковка расположена в центральной части Шатурского района, расстояние до МКАД порядка 136 км. Высота над уровнем моря 128 м.

## Название
В письменных источниках деревня упоминается как Варюковская, позднее Варюковка. В работе И. И. Проходцова «Населённые места Рязанской губернии» деревня также названа Нарышкино.
Название связано с Варюка, разговорной формой одного из календарных личных имён Варава, Варлам, Варвар и др..

## История
Впервые упоминается в писцовой Владимирской книге В. Кропоткина 1637—1648 гг. как деревня Варюковская Туголесской волости Владимирского уезда. Деревня принадлежала Анне Леонтьевне Леонтьевой и Семёну Павловичу Давыдову.
Последним владельцем деревни перед отменой крепостного права был помещик Федоровский.
После отмены крепостного права деревня вошла в состав Лузгаринской волости.
В советское время деревня входила в Лузгаринский сельсовет.

## Население
| 1859 | 1868 | 1885 | 1905 | 1926 | 1931 |
| ---- | ---- | ---- | ---- | ---- | ---- |
| 266  | ↗325 | ↗417 | ↗533 | ↘464 | ↗718 |
| 1970 | 1993 | 2002 | 2006 | 2010 | 2011 |
| ↘81  | ↘14  | ↗16  | ↗21  | ↗35  | ↗48  |
| 2013 |      |      |      |      |      |
| ↘46  |      |      |      |      |      |